# 京大坂道

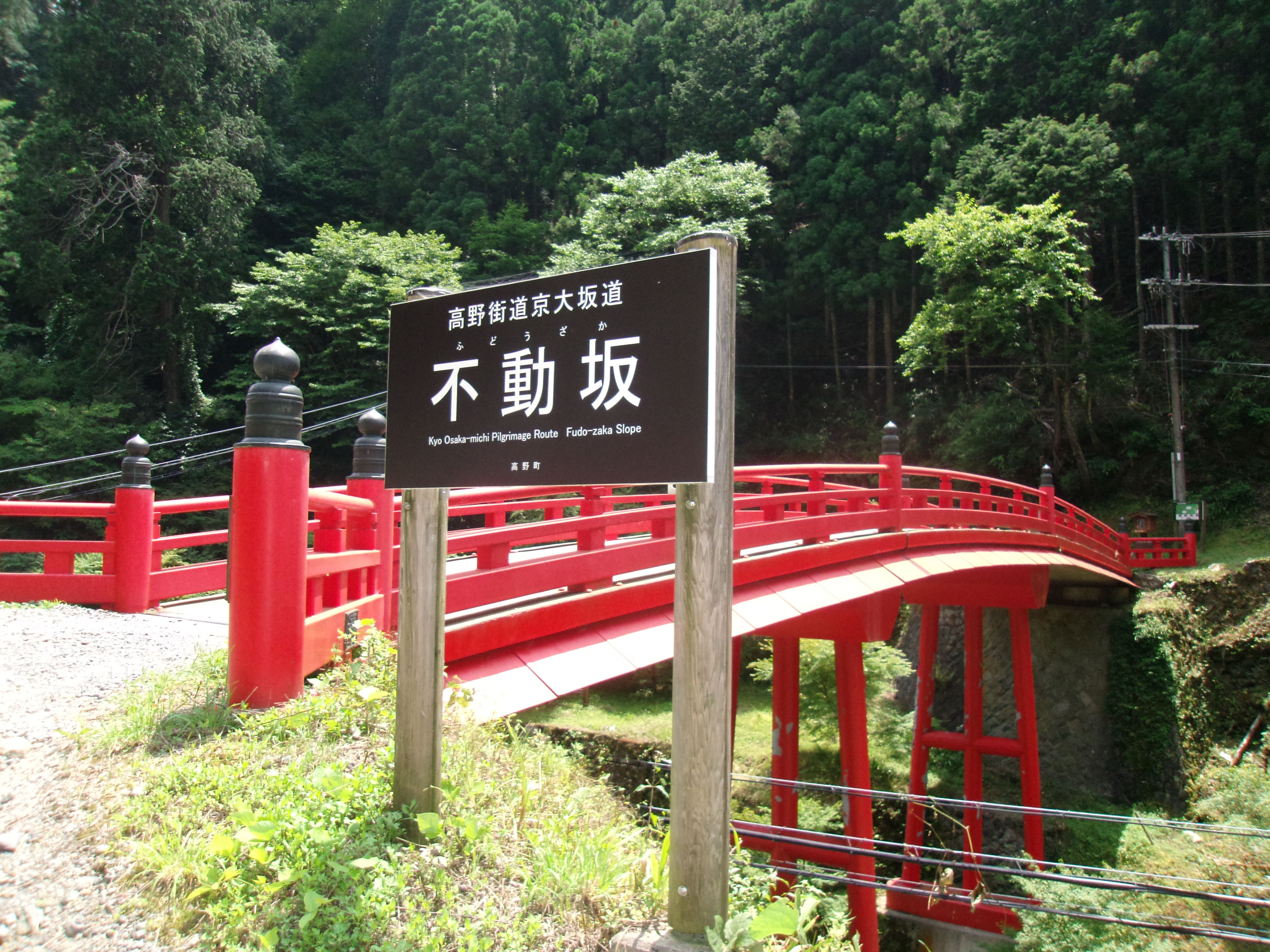
極楽橋

京大坂道（きょうおおさかみち）は、高野七口と呼ばれる7つある主たる高野参詣道の内の一つで、京都や大阪からの高野街道が紀の川を渡り、和歌山県橋本市学文路から高野町・極楽橋を通り、高野山の入り口となる不動坂口に至る参詣道である。特に、京大坂道不動坂（きょうおおさかみちふどうざか）と言った場合は、京大坂道における「不動坂」と呼ばれる一部区間のみを指す。国の史跡「高野参詣道」の構成資産の一部として「京大坂道不動坂」が指定された。
ユネスコの世界遺産『紀伊山地の霊場と参詣道』の「高野参詣道」の構成資産の一部として「京大坂道不動坂」が追加登録された。
京大坂道は高野街道、高野街道京大坂道ともいわれ、京都、大阪、堺方面からの高野参詣道で、高野山町石道など他の参詣道に比べ最も安全で短時間で高野山に辿り着けるとされ、近世以降、主要参詣道として利用されるようになった。

## 高野街道
高野街道として、以下の主な４街道があり、これらの名称が定着したのは明治以降である。京都方面から高野参詣する場合、移動手段として徒歩のみ、あるいは船も使用するかどうか、もしくは参詣途中に立ち寄る社寺によっても、街道を使い分けた。

### 東高野街道
東高野街道は、京都府八幡市を起点とし、大阪・四條畷、八尾、富田林を通り、河内長野で西高野街道と合流し、高野街道となる。
- 京都方面から主に徒歩で参詣する場合に用いられ[8]、沿道には、岩清水八幡宮、枚岡神社、道明寺、石切剣箭神社などの古社、名刹が多く、高野街道の中でも東高野街道が最も栄えた[9]。

### 中高野街道
中高野街道は、大阪市平野を起点とし、松原、美原、を経て狭山で西高野街道に、あるいは河内長野市北部で西高野街道と合流する。かつて上高野街道と呼ばれていた。

### 下高野街道
下高野街道は、大阪市四天王寺を起点とし、大阪・狭山で西高野街道に合流する。
- 京都から船で淀川を下り、四天王寺へ参拝してから高野山を目指す参詣者に好まれ利用された[8]。

### 西高野街道
西高野街道は、大阪府堺市を起点とし、河内長野で東高野街道と合流し、高野街道となる。
- 江戸時代には、京都から船で淀川を下り、大坂（現、大阪）へ行き、堺から西高野街道を通り高野山へ向かう参詣者が増えた[12]。また、摂津国一之宮 住吉大社を参拝してから高野山を目指す参詣者にも好まれ利用された[8]。そのため、参詣者の利便性向上のため、幕末の1857年（安政4年）に、堺・大小路を起点とし、高野山女人堂までの里数を刻んだ高さ約150ｃｍ、幅約２４ｃｍの道標石が1里ごとに建てられ[13]、現在も、高野町の神谷の1里道標石から堺市榎本町の13里道標石まで、1里ごとに13基すべての道標石が現存している[12][13]。また、商港として栄えた堺から高野山方面への米・酒・綿などの物資輸送でもにぎわった[14][8]。

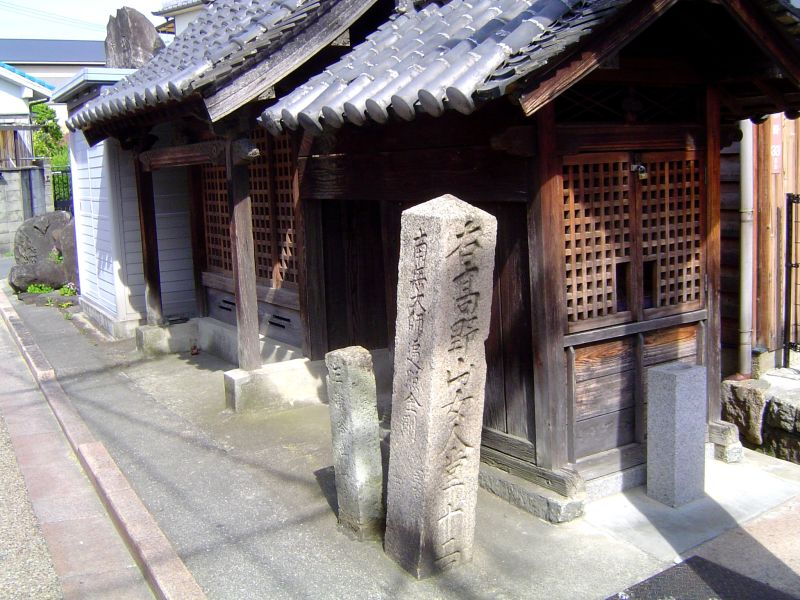
西高野街道 道標石と祠(堺市東区)

## 京大坂道
上述の高野街道が、大阪・河内長野までに合流し、高野街道として集約される。それぞれの高野街道が1つに集約する河内長野では、女人高野といわれる金剛寺、空海作の如意輪観音像が奉安される観心寺があり、高野山信仰・参詣の拠点となったことがうかがえる。高野街道は、河内長野より紀見峠を超え、和歌山・橋本市で紀の川を渡り清水へ、学文路から高野町極楽橋を通り、高野山内への入り口となる不動坂口に至る。この和歌山・橋本で紀の川を渡り清水へ、学文路から高野町不動坂口へ至る道が京大坂道と呼ばれている。京大坂道は、かつて最も多くの参詣者で賑わった高野参詣道といわれる。「紀伊国名所図会」の「登山七路」の項で、「京大坂より紀伊見峠を超えてくるものと、大和路より待乳峠を越えて来るものと、清水村二軒茶屋にて合ひ、学文路を経てこの道より登詣するもの、十に八九なり」と表現されている事から、江戸時代後期における京大坂道の利用は、高野参詣者の8 - 9割に及ぶことがわかる。参詣道は、紀ノ川を渡り、学文路から山中へ向かうが、道中は、学文路、河根、神谷といった宿場町があり、江戸時代には参詣者の増加とともに大いに賑わった。

### 京大阪道不動坂
特に、京大坂道の極楽橋から不動坂口に至る区間は「不動坂」と呼ばれ、京大坂道における一区画を指し、約 2.7km と比較的短い距離だが、高低差 310ｍの急坂で京大坂道最後の難所であった。特に京大坂道不動坂といった場合は、この不動坂部分のみを指す。京大坂道不動坂は、1915年（大正15年）の高野山開創1100年を期に大改修が行われ、旧来の不動坂の急峻な坂道を迂回する新道が作られた。新不動坂は、幅員、ルート共に大幅に変更され歩きやすくなり、その為、旧来から使用されてきた旧不動坂は使用されなくなり、現在では不動坂といえば新道の不動坂を意味するようになった。新不動坂が主要参詣道となって以来、旧不動坂は使用されず、また開発されることも無く放置されたため、「紀伊国名所図会」で描かれた、かつての不動坂が、ほぼそのままの状態で保存されることとなった。2011年（平成23年）から、永らく使用されず山に埋もれていた旧不動坂が、古道整備事業により調査が行われ、朽ち果てた桟橋の掛け替や往時の不動坂中の難所とされた「いろは坂」や、罪人を突き落としたと伝わる「万丈転かし」の現場も、見事に復元整備されている。京大坂道不動坂の終着地点である不動坂口に、唯一現存する女人堂がある。
紀の川流域から高野山参詣道として、東は橋本市清水からの黒河道が並走する。西は、西国三十三所観音巡礼の四番札所槇尾山施福寺に通じる槇尾道が、高野口町名倉から並走するが、途中で宿場町として賑わった神谷で京大坂道と合流する。さらに東には、町石道がある。

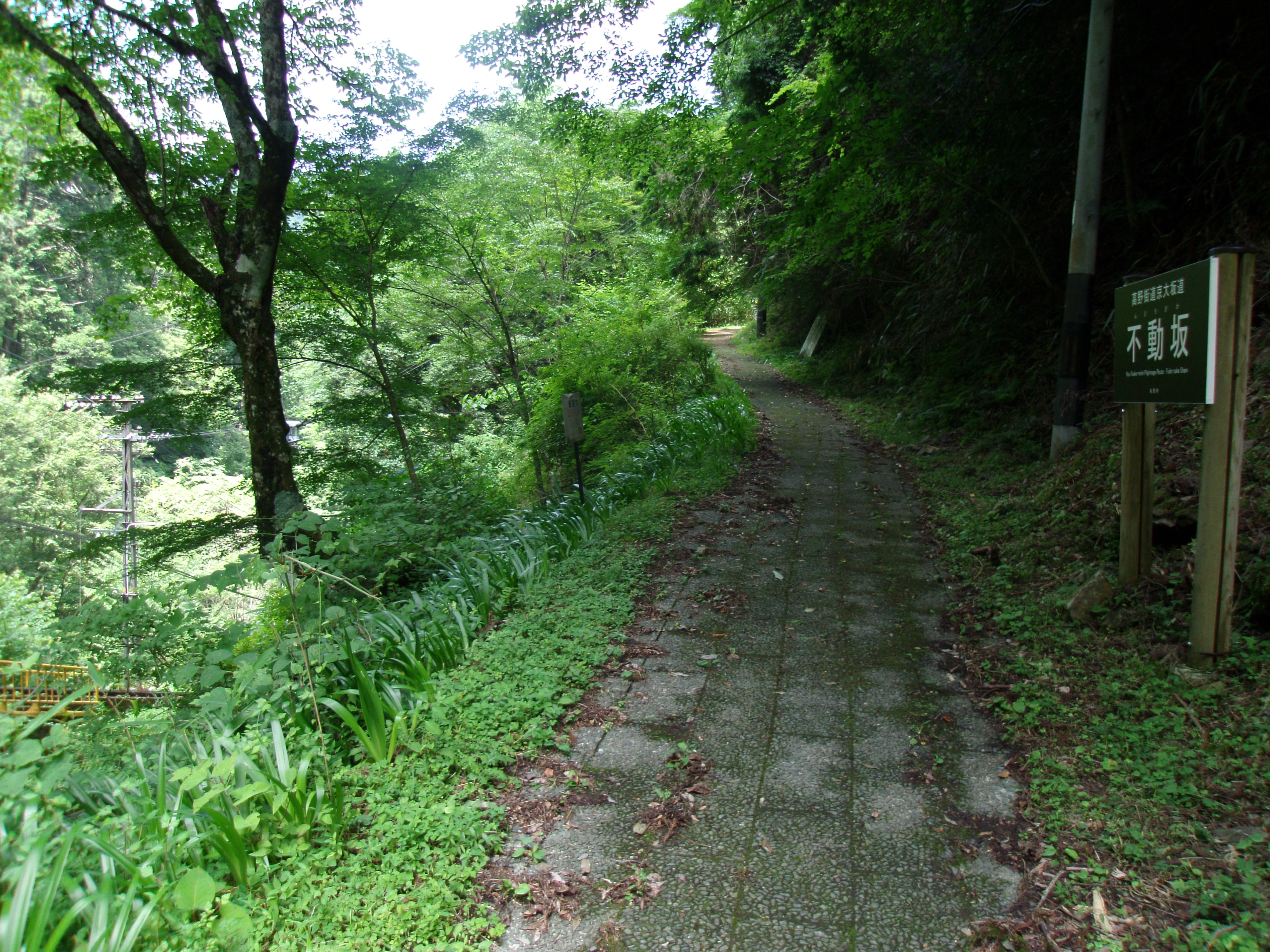
京大坂道不動坂の新道

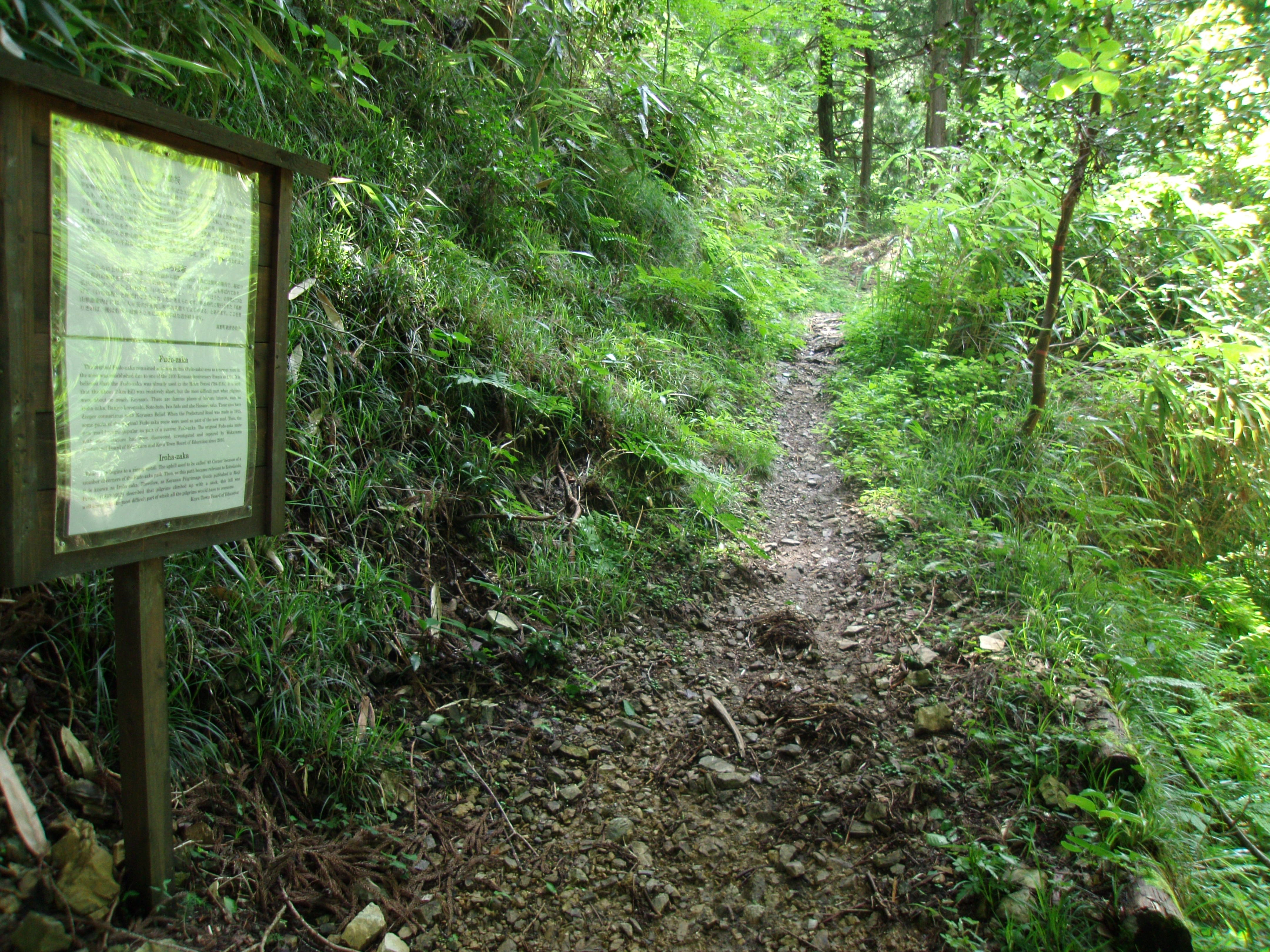
京大坂道不動坂の旧道

## 女人堂
京大坂道の到着地点の不動坂口に、唯一、現存する女人堂があり、正式には一心院谷女人堂と呼ばれていた。かつて高野山が女人禁制の時代に、女性は高野山内へは入れず、高野七口とよばれる高野山への入り口７つそれぞれに、女性の為の籠もり堂（参籠所）として女人堂が置かれ、宿泊に利用したり、堂内の大日如来に祈願したり、弘法大師御廟や壇上伽藍を遥拝したとされる。高野山を囲むようにある峰々が聖地と外界（俗世）との結界の境界であり、その結界線そって女人堂を巡るための女人道があり、高野七口にある女人堂を次々と巡りながら、道中でも祈りを捧げた。特に不動坂口の女人堂は女性参詣者が多かったとされ、「紀伊国名所図会」に、「七口各堂ありといへども、此堂最大なり」と記され、高野七口に建つ女人堂の中でも不動坂口に建つ女人堂が最大だったことが分かる。女人堂にかかわる次のような伝説が残る。「室町時代、越後国の出雲崎の本陣宿に小杉姫という美しい娘がいた。娘は佐渡奉行の息子との縁談が決まるが継母の恨みにより両手を切られる。さらに婚家からも追い出され、娘は仏の慈悲にすがり信州善光寺に参詣するが、夢枕に弘法大使が現れ、高野山麓の宿屋の善兵衛を訪ねよと告げた。高野山への旅の途中で山賊に子供を殺されるが、命からがら高野山麓にたどり着き、善兵衛に女人参詣者を接待する事を勧められ、女性の為の籠もり堂を建てた。」と伝わり、その籠もり堂が女人堂の始まりとされる。女人堂のそばに小杉明神社があり、小杉姫を祀ると伝わる。近世には、女性参詣者が女人禁制の掟を破り高野山内へ入り、鐘楼や経蔵などに隠れる者が絶えなかったため、取締を求める文書が残る。各女人堂に隣接し小屋が置かれ、不審者侵入や女性の山内侵入監視を行ったり、宿泊女性の接待をする半僧半奴の山奴といわれる者が駐在し、食事は宿坊が輪番で用意し「通い膳」として運ばれた。

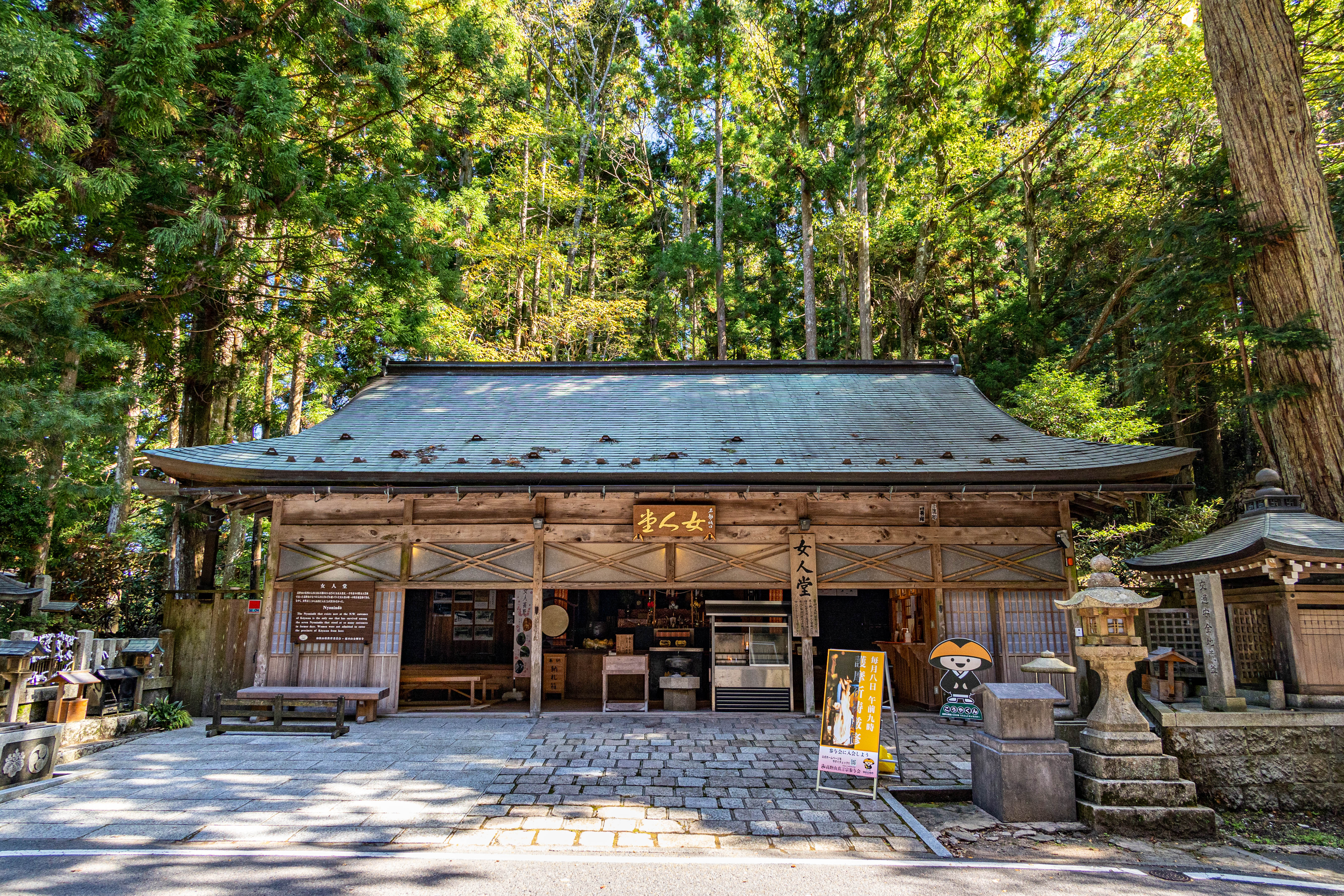
不動坂口の唯一現存する女人堂

### 女人禁制
かつて高野山霊場の聖域と俗世界とを区切る結界線が張られ、その内側に女人の立ち入りを制限するなどの禁制が敷かれた。女人禁制は絶対とされ、かつて空海の母でさえも結界の中に立ち入ることが許されなかったと伝わる。
1872年（明治5年）明治政府から太政官布告第98号「神社仏閣女人結界ノ場所ヲ廃シ登山参詣随意トス」が発布され、近代化政策を進める政府によって女人禁制が解かれた。しかし、仏教界から強い反発があり、高野山でも公式に完全に女人禁制が解かれたのは1906年（明治39年）であった。1906年（明治39年）に、高野山真言宗総本山金剛峯寺が開創1100年記念大法会にむけて、高野山の結界残部を残らず解除したことで、禁制が解かれ実質的に女人禁制も完全解除された。このことにより、公式に女人の高野山内への入・居住が認められることとなった。

## 史跡
2015年10月7日に、高野参詣道の京大坂道不動坂で、旧態を留めている部分が「京大坂道不動坂」として、国の史跡「高野参詣道」の構成資産の一部として追加指定された。
- ※1997年3月6日に「高野山町石道」が史跡指定されたが、2015年10月7日に、既指定の「高野山町石道」に、三谷坂、京大坂道不動坂、黒河道、女人道が追加指定された。その際、指定名称が「高野山町石道」から「高野参詣道」に変更され、構成資産の「高野山町石道」は「町石道」に名称変更され、町石道、三谷坂、京大坂道不動坂、黒河道、女人道が「高野参詣道」として史跡指定された[3]。

2019年(令和元年)10月、文化庁の「歴史の道百選」の「高野参詣道」の構成資産として「京大坂道」が追加選定された。
- 京大坂道の旧態を留める、西郷、不動坂（高野町）部分が選定された。

## 世界遺産
2016年10月24日に、高野参詣道の京大坂道不動坂で、旧態を留めている部分が「京大坂道不動坂」として、世界遺産「紀伊山地の霊場と参詣道」の「高野参詣道」の構成資産の一部として追加登録された。
- 2004年7月に「高野山町石道」がユネスコの世界遺産『紀伊山地の霊場と参詣道』の構成資産の一部として登録されたが、201６年10年24日に、三谷坂、京大坂道不動坂、黒河道、女人道が追加指定された。その際、構成資産の「高野山町石道」は「町石道」に名称変更され、町石道、三谷坂、京大坂道不動坂、黒河道、女人道が「高野参詣道」として登録された[4]。

## 沿道の主な名所

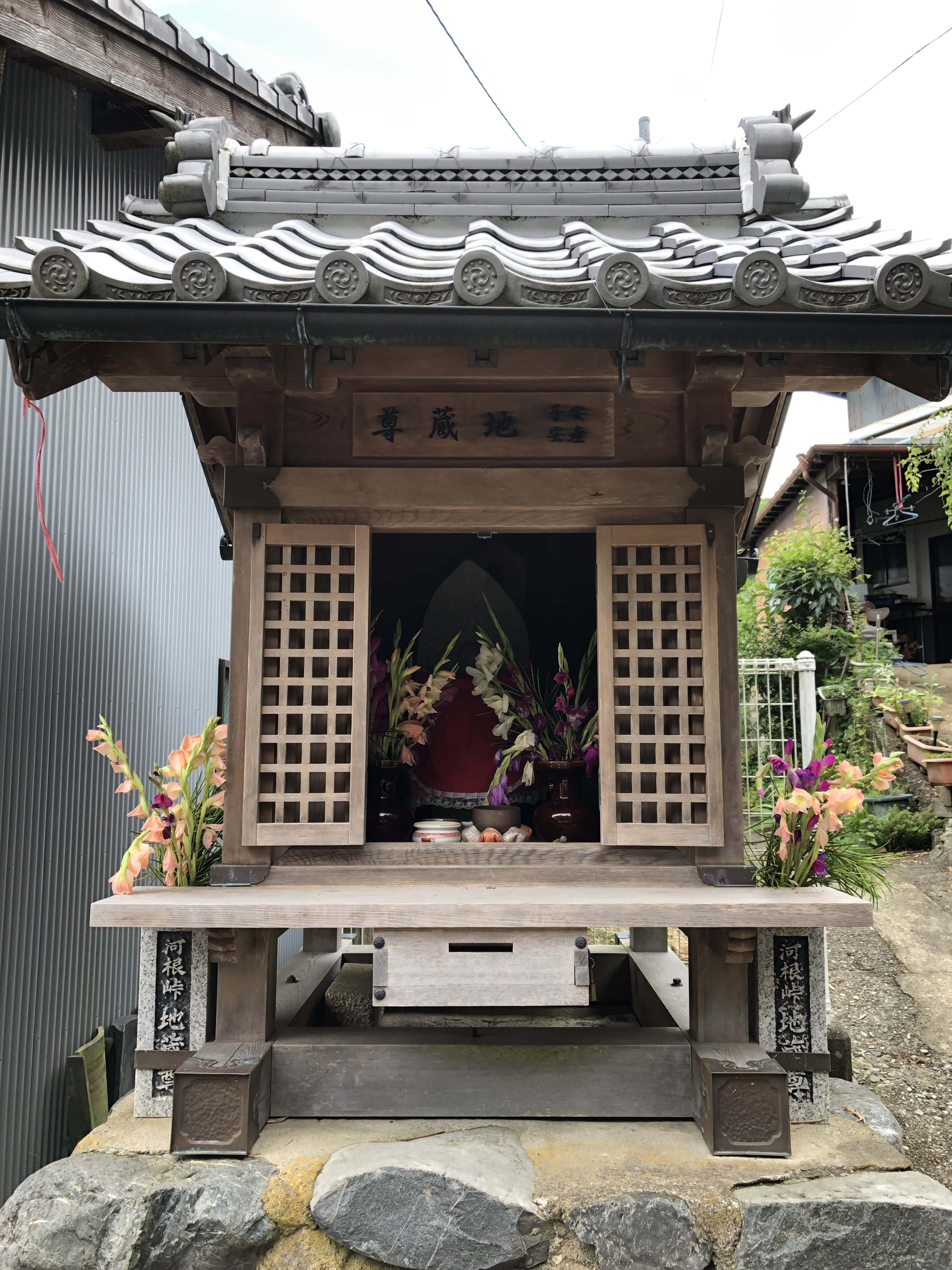
六地蔵 第4の地蔵

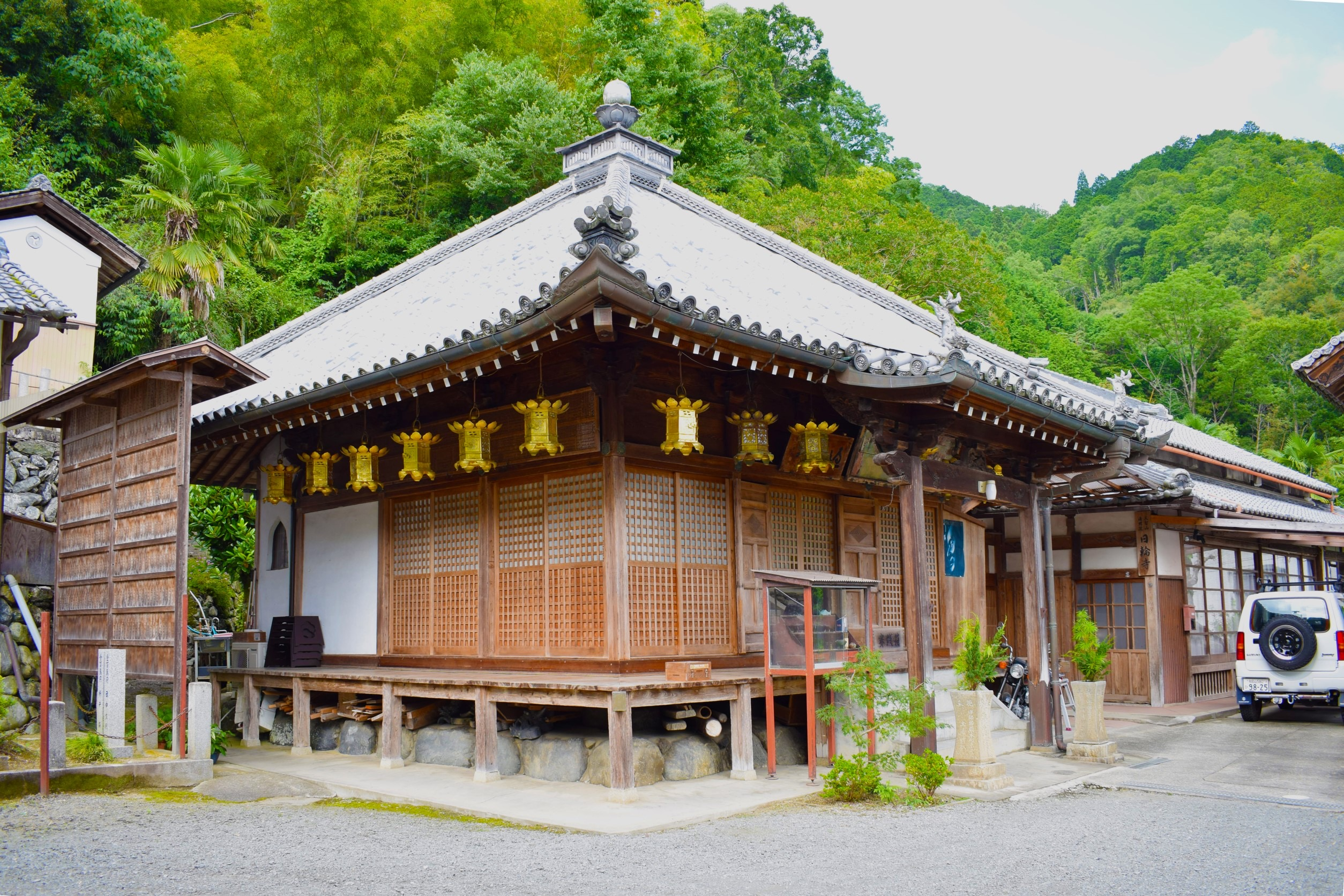
日輪寺

西光寺苅萱堂
正式には、如意珠山能満院仁徳寺とよばれる真言宗寺院である。
- 中世に高野聖が語り歩いたり、浄瑠璃、歌舞伎、読本、謡曲「苅萱」、説教節「かるかや」で登場する、出家した武士・苅萱道心とその息子・石童丸、石童丸の母・千里御前の物語にゆかりある苅萱堂として知られる。寺宝として、願いを叶える宝石「夜光の玉」、今から千数百年前に滋賀県蒲生川で捕れたと伝わる「人魚のミイラ」や石童丸に関する遺品が残る[36]。
- 登録名：「苅萱道心・石童丸関係信仰資料」：一括（32点） - 2009年（平成21年）3月17日に和歌山県の有形民俗文化財に指定された[37]。

六地蔵
江戸時代に参詣者の安全登山を祈って作られた。今も子安地蔵として信仰されている。
- 第1の地蔵：橋本市清水地区
- 第2の地蔵：橋本市南馬場地区
- 第3の地蔵：九度山町繁野地区
- 第4の地蔵：九度山町河根地区

- 第5の地蔵：高野町作水地区
- 第6の地蔵：高野町桜茶屋地区

剃刀岩
道の狭い街道を剃刀で広げたと伝わる。
しずく岩
盛夏でも水がしたたり、弘法大師が喉を潤し、また硯の材として使用したと伝わる。
河根丹生神社
祭神 - 丹生都比売大神、高野御子大神（狩場明神）
- 所有文化財：1517年（永正14年）と1678年（延宝6年）に社殿を改築した棟札が現存。石造翁の面・2面、能面・10面、鏡・4面（内1面に1652年（慶安5年）の銘がある）。和歌山県下最古の1419年（應永26年）の銘がある狛犬1対[39]。
- 登録名：「石造狛犬1対」 - 1959年（昭和34年）8月18日に和歌山県の有形文化財（彫刻）に指定された[40]。

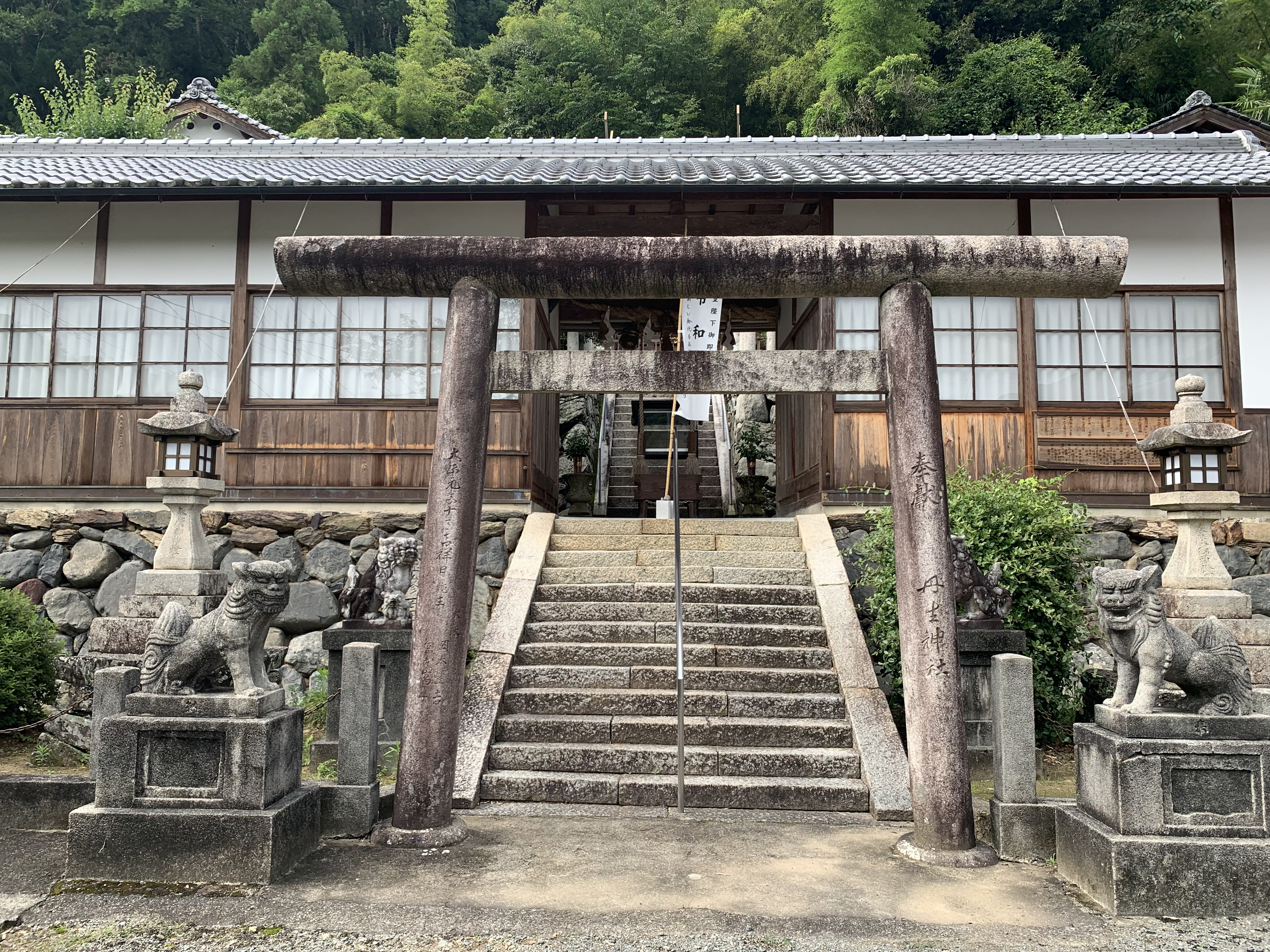
河根丹生神社 狛犬

日輪寺
本尊は大日如来で、高野山真言宗の寺院。河根丹生神社と境内を隣接し、神仏習合時代に河根丹生神社の神宮寺であった。
千石橋
1634年（寛永11年）に幕府により架けられる。7年ごとに営繕費千石が支給された。あるいは、年貢米千石を運んだことにより「千石橋」と呼ばれている。
中屋旅館跡
かつて河根宿の本陣で、身分の高い参詣者の休憩、宿泊に利用された。江戸時代、高野山は参勤交代を行っており、高野山の重役方も宿として使用した。赤穂浪士・村上兄弟が宿泊し、父の仇討の相談を行った宿である。
日本最後の仇討ち墓所
仇討ちで討たれた者達の墓が並ぶ。
- 1862年（文久2年）に播州赤穂藩でお家騒動が発端となり、下級武士たちが赤穂藩家老らを惨殺したことに対する仇討ちで、下級武士たちは高野山に出家することで仇討ちを逃れようとしたが、1871年（明治4年）に家老の遺族たちが宿場町の神谷の黒岩付近で仇討ちを果たした[45]。討たれた7人は現地の村人によって葬られ、「殉難七士の墓」として祀られている[17][46]。
- この仇討から2年後の1873年（明治6年）に明治政府から太政官布告第37号「復習ヲ厳禁ス」が発布され[47]、仇討ちは禁止となったことから、この仇討ちが日本最後の仇討とされる[48]。

神谷宿
かつて本陣・脇本陣があり、昭和初期までに10件程度の宿があり、街道情緒が残る。
学文路駅（かむろえき）
切符は「学問（文）の路に入るお守り」として、受験生に人気を博している。
- 南海鉄道が高野大師鉄道と大阪高野鉄道を合併した2年後の1924年（大正13年）に開業。駅舎は今も当時の面影のまま利用されている。高野参詣道の宿場町として栄えた旧学文路村にちなんだ駅名で、難読の駅名として知られる。学問の神様・菅原道真公が祀られている学文路天満宮の最寄り駅である[49]。

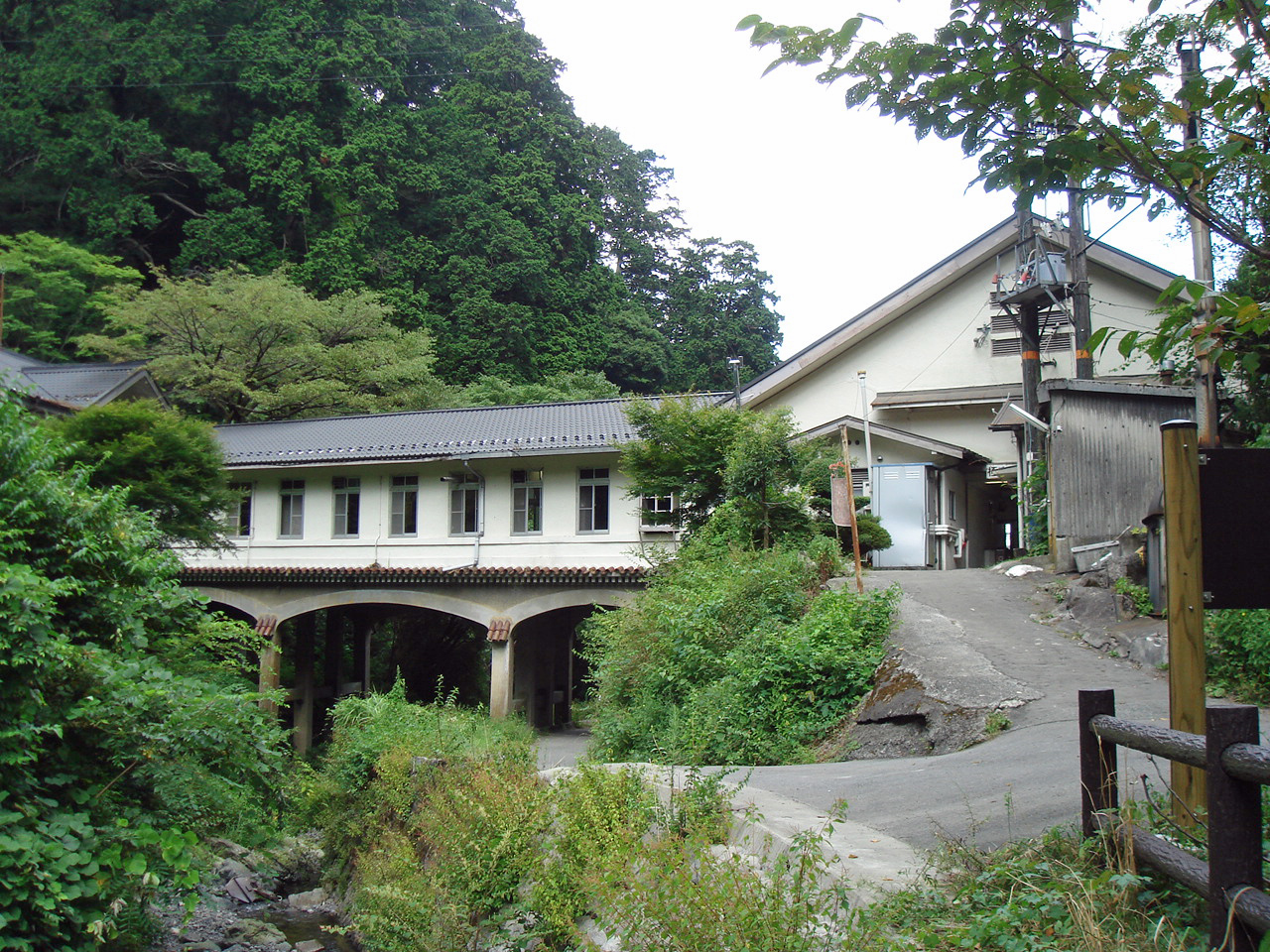
極楽橋駅
南海高野線の終点駅である。
- 直下を流れる「不動谷川」に架かる橋の役割も果たす駅構内通路でケーブルカー極楽橋駅へ繋がり、ケーブルカーで高野山駅へ向かうことができる。当駅で下車し、川沿いを下っていくと駅名の由来となった「極楽橋」があり、極楽橋を渡ると徒歩での新・旧京大坂道不動坂の登り口がある[17][50]。

万丈転がし
旧不動坂にあり、かつての罪人処刑場とされる。
- 高野山内の罪人に対し、2番めに重い刑として手足を縛り、す巻きにし断崖から投げ落とした[51]。

清不動
かつて万丈転がし付近にあったが、1920年（大正9年）に新不動坂へ移築された。
女人堂
京大坂道からの高野山内への入口となる不動坂口に、唯一現存する女人堂。

## 高野参詣道 京大坂道を歩く
近年、ウォーキング・ハイキング案内書などで京大坂道のルートが詳細に紹介され、橋本市学文路から京大坂道を、もしくは高野町極楽橋から京大坂道不動坂をウォーキングコースとして手軽に歩けるようになった。
- 和歌山県橋本市にある南海高野線「学文路駅」で下車し、京大坂道を、高野山の入り口となる女人堂がある不動坂口まで歩いた場合、歩行距離は約10km、歩行時間は約3時間30分程度（休憩時間含まず）[17]。
- 和歌山県伊都郡高野町にある南海高野線「極楽橋駅」で下車し、京大坂道不動坂を、極楽橋から高野山の入り口となる女人堂がある不動坂口まで歩いた場合、歩行距離は約3km、歩行時間は約1時間程度（休憩時間含まず）[17]。

※途中、携帯電話の電波が入らない場所もあるので注意が必要である。